# Yegen
Yegen es una localidad y pedanía española perteneciente al municipio de Alpujarra de la Sierra, en la provincia de Granada, comunidad autónoma de Andalucía. Está situada en la parte oriental de la comarca de la Alpujarra Granadina. A nueve kilómetros del límite con la provincia de Almería, cerca de esta localidad se encuentran los núcleos de Mecina Bombarón, Válor y Golco.
Yegen se dio a conocer tras haber sido inmortalizada por el hispanista Gerald Brenan en las páginas de su libro Al sur de Granada. El escritor inglés explicó así su atracción por el lugar donde a principios de los años 1920 decidió fijar su residencia:

El lugar tenía algo que me resultaba atractivo. Era una aldea pobre, elevada sobre el mar, con un panorama inmenso a su frente. Sus casas grises en forma cúbica, con un mellado estilo Le Corbusier, en rápido descenso por la ladera de la colina y pegadas una a otra, con sus techos de greda planos y sus pequeñas chimeneas humeantes, sugerían algo construido por insectos.
G. Brenan

Las colinas que rodean Yegen fueron retratadas por la pintora Dora Carrington, amiga de Brenan.

## Historia
Sus habitantes son descendientes en su mayoría de los repobladores que vinieron del norte de España —principalmente de Galicia— tras la expulsión definitiva de los moriscos en el siglo XVI.
A finales del siglo XIX y principios del XX, fue tierra de emigrantes, sobre todo de gente que buscó fortuna haciendo las Américas. La emigración que nunca cesó en todo el {{siglo|XX||s, fue acercando destinos distribuyéndose hasta bien entrados los años 1980 por Andorra, Alemania y Suiza, principalmente. Esta tendencia se ha invertido y en los últimos años, británicos, holandeses y alemanes, mayoritariamente, han comprado un buen número de propiedades, reformándolas y habitándolas, o dedicándolas al turismo rural.
En 1973 el pueblo de Yegen se fusiona con Mecina Bombarón, el anejo de El Golco y la cortijada de Montenegro, para formar el municipio de Alpujarra de la Sierra.

## Demografía
| Gráfica de evolución demográfica de Yegen entre 1842 y 1970 |
| |
| Población de derecho según los censos de población del INE Población de hecho según los censos de población del INEEntre el censo de 1981 y el anterior, este municipio desaparece porque se agrupa en el municipio Alpujarra de la Sierra |

Según el Instituto Nacional de Estadística de España, en el año 2018 Yegen contaba con 396 habitantes censados, lo que representa el 40,5 % de la población total del municipio.
| Gráfica de evolución demográfica de Yegen entre 2011 y 2021 |
|                                                             |
| Datos según el nomenclátor publicado por el INE.            |

## Comunicaciones

### Carreteras
La única vía de comunicación que transcurre por esta localidad es:
| Identificador | Denominación                | Itinerario          |
| ------------- | --------------------------- | ------------------- |
| A-4130        | Carretera Torvizcón-Laroles | Torvizcón - Laroles |

## Cultura

### Monumentos
El monumento conmemorativo de la visita a las Alpujarras en 1578-79 de Alonso López de Carvajal recoge que la iglesia del Dulce Nombre de Jesús de Yegen estaba “sana y era de las antiguas”, lo que hace pensar que conservaba su antigua mezquita sobre la que se construyó en los siglos XVI y XVII. Su torre fue destruida durante la guerra civil española y su patrón, el Niño Bendito, fue robado posteriormente, teniendo este que ser sustituido por una réplica. Su fachada principal, con dos arcos de medio punto y la campana, dan a la plaza. Es de destacar igualmente el artesonado de madera de su techo, de estilo mudéjar.

### Fiestas
A principios de año, el 2 y 3 de enero, se celebran las fiestas dedicadas al Niño Bendito, patrón de la localidad. También destaca El pucherico, todos los 2 de febrero, fiesta donde se reúnen jóvenes y mayores en casas particulares en torno a una comida, normalmente un puchero, aunque también se comen muchas rosetas (palomitas de maíz) y se bebe y se baila todo el día.
Por otra parte, cabe destacar que en Yegen se celebró el primer Festival de Música Tradicional de la Alpujarra en 1982, según una idea original de su paisano don Miguel Pelegrina. En 2006, con motivo de su XXV aniversario volvió el festival al municipio.
Existe también el llamado Espacio Brenan, un museo de la localidad en el que se encuentra una importante colección de fotografías del pueblo y sus habitantes, realizadas por el danés J. Vagn Hansen, conocido como Juan el Dinamarca, desde mediados de los años 1950 hasta los años 1990.